# Ризька середня школа № 72
Ризька середня школа № 72 (латис. Rīgas 72. vidusskola) — одна з середніх шкіл Риги, розташована на вулиці Ікшкілес 6 у Кенгарагсі.
Ризька середня школа № 72 була заснована в 1973 році як школа зі спортивною спеціалізацією та викладанням латиською і російською мовами. У 1989 році вона була перетворена на школу з російською мовою навчання. У приміщенні школи знаходиться школа дзюдо імені Всеволода Зеленого.

## Навчалися в школі
- Арвілс Ашераденс — латвійський політик та журналіст, Міністр економіки Латвійської республіки (2016—2019) та віце-прем'єр міністр.